# Colibrí cuadaurat
El colibrí cuadaurat (Campylopterus duidae) és una espècie d'ocell de la família dels troquílids (Trochilidae) que habita boscos oberts i zones arbustives dels tepuis, al sud de Veneçuela i adjacent nord-oest del Brasil.